# Otisfield
Otisfield är en kommun (town) i Oxford County i Maine. Vid 2010 års folkräkning hade Otisfield 1 770 invånare.